# Vyšėjšaja Liha 2010
La Vyšėjšaja Liha 2010 è stata la ventesima edizione della massima serie del campionato bielorusso di calcio, disputato tra il 3 aprile e il 20 novembre 2010 e conclusosi con la vittoria del BATĖ Borisov, al suo settimo campionato vinto, il quinto consecutivo. Il capocannoniere della competizione fu Renan Bressan (BATĖ Borisov) con 15 reti realizzate.

## Stagione

### Novità
Dalla Vyšėjšaja Liha 2009 vennero retrocessi in Peršaja Liha il Homel', il Hranit Mikašėvičy e lo Smarhon', mentre dalla Peršaja Liha venne promosso il solo Belšyna, con una conseguente ulteriore riduzione del numero di squadre partecipanti da 14 a 12. Prima dell'inizio della stagione il MTZ-RIPA Minsk cambiò denominazione in Partyzan Minsk.

### Formula
La formula del campionato venne cambiata. Le 12 squadre partecipanti disputarono un girone all'italiana incontrandosi per tre volte per un totale di 33 partite. La prima classificata, vincitrice del campionato, venne ammessa al secondo turno preliminare della UEFA Champions League 2011-2012. La seconda e la terza classificata vennero ammesse, rispettivamente, al secondo e al primo turno preliminare della UEFA Europa League 2011-2012, mentre la squadra vincitrice della Coppa di Bielorussia veniva ammessa al terzo turno preliminare; se quest'ultima avesse concluso il campionato al secondo o al terzo posto, la quarta classificata sarebbe stata ammessa in UEFA Europa League. L'ultima classificata venne retrocessa in Peršaja Liha, mentre la penultima classificata disputò uno spareggio con la seconda classificata in Peršaja Liha per un ulteriore posto in Vyšėjšaja Liha.

## Squadre partecipanti
| Club              | Città      | Stadio             | Stagione 2009               |
| ----------------- | ---------- | ------------------ | --------------------------- |
| BATĖ Borisov      | Barysaŭ    | Stadio Haradzki    | Campione della Bielorussia  |
| Belšyna           | Babrujsk   | Stadio Spartak     | 1º posto in Peršaja Liha    |
| Dinamo Brėst      | Brėst      | OSK Brestsky       | 5º posto in Vyšėjšaja Liha  |
| Dinamo Minsk      | Minsk      | Stadio Dinamo-Yuni | 2º posto in Vyšėjšaja Liha  |
| Dnjapro Mahilëŭ   | Mahilëŭ    | Spartak Stadium    | 3º posto in Vyšėjšaja Liha  |
| Minsk             | Minsk      | Stadyen Torpedo    | 9º posto in Vyšėjšaja Liha  |
| Naftan            | Navapolack | Stadyen Atlant     | 4º posto in Vyšėjšaja Liha  |
| Nëman             | Hrodna     | Stadyen Nëman      | 7º posto in Vyšėjšaja Liha  |
| Partyzan Minsk    | Minsk      | Stadio Traktar     | 11º posto in Vyšėjšaja Liha |
| Šachcër Salihorsk | Salihorsk  | Stadyen Stroitel   | 6º posto in Vyšėjšaja Liha  |
| Tarpeda Žodzina   | Žodzina    | Stadio Torpedo     | 8º posto in Vyšėjšaja Liha  |
| Vicebsk           | Vicebsk    | Vitebsky CSK       | 10º posto in Vyšėjšaja Liha |

## Classifica finale
|  | Pos. | Squadra           | Pt | G  | V  | N  | P  | GF | GS | DR  |
|  | ---- | ----------------- | -- | -- | -- | -- | -- | -- | -- | --- |
|  | 1.   | BATĖ Borisov      | 72 | 33 | 21 | 9  | 3  | 64 | 18 | +46 |
|  | 2.   | Šachcër Salihorsk | 66 | 33 | 19 | 9  | 5  | 51 | 23 | +28 |
|  | 3.   | Minsk             | 60 | 33 | 18 | 6  | 9  | 59 | 32 | +27 |
|  | 4.   | Dinamo Minsk      | 56 | 33 | 17 | 5  | 11 | 49 | 34 | +15 |
|  | 5.   | Dinamo Brėst      | 46 | 33 | 12 | 10 | 11 | 48 | 40 | +8  |
|  | 6.   | Belšyna           | 45 | 33 | 12 | 9  | 12 | 31 | 42 | -11 |
|  | 7.   | Naftan            | 44 | 33 | 11 | 11 | 11 | 41 | 34 | +7  |
|  | 8.   | Dnjapro Mahilëŭ   | 40 | 33 | 11 | 7  | 15 | 40 | 53 | -13 |
|  | 9.   | Vicebsk           | 32 | 33 | 7  | 11 | 15 | 31 | 52 | -21 |
|  | 10.  | Nëman             | 31 | 33 | 7  | 10 | 16 | 27 | 42 | -15 |
|  | 11.  | Tarpeda Žodzina   | 28 | 33 | 7  | 7  | 19 | 33 | 58 | -25 |
|  | 12.  | Partyzan Minsk    | 23 | 33 | 5  | 8  | 20 | 24 | 70 | -46 |

Legenda:
      Campione di Bielorussia e ammesso alla UEFA Champions League 2011-2012.
      Ammesso alla UEFA Europa League 2011-2012.
   Ammesso allo spareggio promozione/retrocessione.
      Retrocesso in Peršaja Liha 2011.
Note:
Tre punti a vittoria, uno a pareggio, zero a sconfitta.

## Risultati

### Tabellone
|                   | BAT     | Šac     | Min     | DiM     | DiB     | Bel     | Naf     | Dnj     | Vic     | Nëm     | TŽo     | Par     |
| ----------------- | ------- | ------- | ------- | ------- | ------- | ------- | ------- | ------- | ------- | ------- | ------- | ------- |
| BATĖ Borisov      | ––––    | 2-0 1-2 | 1-2 2-1 | 1-3 4-0 | 1-0 2-0 | 2-0     | 1-1 1-0 | 3-0     | 4-0     | 0-0     | 1-0     | 6-0     |
| Šachcër Salihorsk | 0-0     | ––––    | 1-0     | 2-4 3-0 | 2-0 1-1 | 1-1     | 0-0     | 0-0 3-2 | 1-1 2-1 | 4-1 0-1 | 4-1     | 1-0 4-0 |
| Minsk             | 0-0     | 0-2 1-2 | ––––    | 0-2 0-0 | 1-1 2-2 | 3-1     | 3-1 2-0 | 2-1     | 5-1     | 3-1 2-0 | 2-1     | 3-0     |
| Dinamo Minsk      | 0-1     | 0-1     | 0-2     | ––––    | 2-2 2-0 | 3-0 4-0 | 0-0     | 3-0 2-1 | 1-1 0-2 | 1-0     | 5-1     | 0-0 5-1 |
| Dinamo Brest      | 1-4     | 1-1     | 2-1     | 1-2     | ––––    | 1-1 2-0 | 0-0     | 2-3     | 5-2 2-0 | 4-0 2-1 | 3-2 3-1 | 1-1 4-0 |
| Belšyna           | 0-1 1-3 | 1-0 1-3 | 1-0 2-0 | 0-2     | 1-0     | ––––    | 1-0 1-1 | 2-1 1-1 | 0-0     | 0-2     | 2-0 1-1 | 2-0     |
| Naftan            | 0-2     | 0-2 1-0 | 0-0     | 0-2 2-0 | 3-1 1-0 | 4-0     | ––––    | 5-0 1-2 | 0-0     | 4-1 2-1 | 1-1     | 1-0 4-4 |
| Dnjapro Mahilëŭ   | 0-2 2-3 | 0-2     | 1-5 3-0 | 1-0     | 2-1 1-1 | 1-3     | 1-0     | ––––    | 0-0     | 0-0 1-0 | 3-1 0-1 | 3-0     |
| Vicebsk           | 0-0 1-6 | 1-3     | 0-3 1-3 | 3-1     | 0-1     | 0-0 0-2 | 4-2 2-0 | 1-1     | ––––    | 2-2     | 0-2 0-1 | 0-1     |
| Nëman             | 0-5 1-1 | 0-0     | 0-1     | 0-1     | 0-0     | 2-2 2-0 | 0-0     | 1-2     | 0-0 3-0 | ––––    | 0-0 2-1 | 0-1 2-0 |
| Tarpeda Žodzina   | 0-1 1-1 | 1-1 0-1 | 0-4 1-1 | 2-0 3-1 | 0-1     | 1-2     | 1-4 0-2 | 2-3     | 0-4     | 2-0     | ––––    | 2-2     |
| Partyzan Minsk    | 1-1     | 0-2     | 1-4 1-3 | 0-2     | 0-3     | 1-2 0-0 | 1-1     | 1-0 4-3 | 0-2 0-1 | 0-4     | 2-3 1-0 | ––––    |

## Spareggio promozione/retrocessione
Il Tarpeda Žodzina disputò lo spareggio per la salvezza contro lo SKVIČ Minsk, secondo in Peršaja Liha, per un posto nella Vyšėjšaja Liha 2011. Il Tarpeda Žodzina vinse con un risultato globale di 3-1, riuscendo così a mantenere la categoria, mentre lo SKVIČ Minsk rimase in seconda serie.
|                 | Risultati |                 | Luogo e data                               |
| --------------- | --------- | --------------- | ------------------------------------------ |
| SKVIČ Minsk     | 1 - 3     | Tarpeda Žodzina | Minsk, 25 novembre 2010, ore 13:00 UTC+2   |
| Tarpeda Žodzina | 0 - 0     | SKVIČ Minsk     | Žodzina, 28 novembre 2010, ore 13:00 UTC+2 |
|                 |           |                 |                                            |

## Statistiche

### Classifica marcatori
| Gol |  |  | Giocatore          | Squadra      |
| --- |  |  | ------------------ | ------------ |
| 15  |  |  | Renan Bressan      | BATĖ Borisov |
| 12  |  |  | Dzmitryj Kavalënak | Nëman        |
| 11  |  |  | Andrėj Razin       | Minsk        |
| 10  |  |  | Dzmitryj Asipenka  | Minsk        |
| 10  |  |  | Mikalaj Januš      | Dinamo Brėst |